# 本所 (墨田区)
本所（ほんじょ）は、東京都墨田区の町名。または、旧東京市本所区の範囲を指す地域名である。

## 本所（地域）
東京都墨田区のおよそ南半分を範囲とし、東京の下町を構成している地域の一つである。本所は下谷・浅草・深川と並ぶ、東京下町の外郭をなす。地形的には下町であるが、江戸時代を通じて商人町よりも武家屋敷の性格が強かった。
概ね東京旧市内である。向島区との合併後も住居表示導入以前は「本所○○町」と旧本所区内大半の町が本所を冠称していた。現在においては町会、警察署や消防署、税務署等の管轄などで当時の区境や町境を継承している。

### 歴史

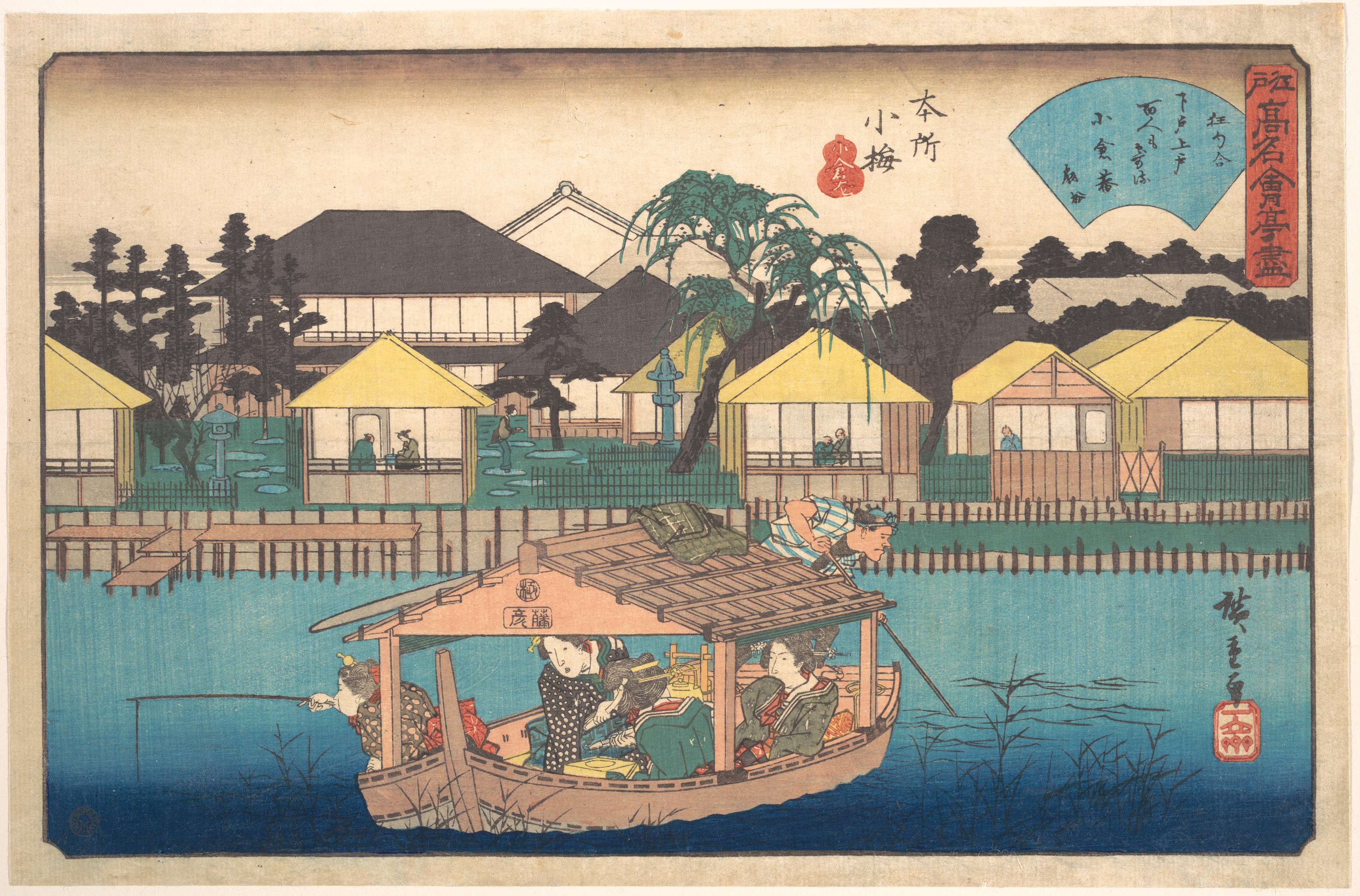
本所の料亭　広重

本所の発展の契機となったのは明暦の大火である。大火以降の幕府の政策により現在の隅田川以東が市街化されると、深川と並んで、拡大する大都市江戸の新興居住区域の一翼となった。それでも、市街化はゆっくり進んだため、江戸時代前期は町外れの辺鄙な土地に過ぎなかった。
赤穂事件（赤穂浪士の討ち入り）で有名な吉良義央（吉良上野介）は大火から40年以上後（元禄時代）に本所へ引っ越したが、当時の認識として「江戸の外れに追い出された」という愚痴を綴った私信を残している。なお、元禄六年の隅田公園付近はかつて「徳川御三家」の水戸徳川家の江戸下屋敷・小梅邸があったが、大正12年の関東大震災で消失してしまった。
江戸時代中期以降は市街化が進み、大名の中屋敷や下屋敷、旗本の武家屋敷が立ち並んだ。中でも弘前藩は上屋敷を本所に置いた。
江戸時代も後期になると商業地として発展した。広重の江戸高名会亭尽によれば、本所から向島にかけて料亭が集積していたのがわかる。隅田川の桜並木は庶民が気軽に行ける行楽地となっていた。幕末には江川太郎左衛門の屋敷が置かれた。
明治時代に入り、この本所から名をとった本所区が設置された（1947年（昭和22年）に向島区と合併して墨田区）。工場立地の良さから墨田区は徐々に工業地帯化が進んだ。花街として知られた向島地区の鐘ヶ淵にはカネボウ・クラシエ・カネカ等の前身となる鐘ヶ淵紡績企業があった。また石原は(明治25年)セイコーグループ会社の前身となる精工舎の発祥の地。日本伝統工芸の町でもあった。1913年（大正2年）には上野恩賜公園で立木の枯損が目立つようになったが、これは本所の工場からの煤煙が原因の一つと目された。1923年（大正12年）の関東大震災では本所を含む本所区の9割が焼失、約4万8千人もの死者を出した。また東京大空襲でも甚大な被害を受けている。
1926年（大正15年）、安田財閥の寄付により本所公会堂（後の両国公会堂、2015年解体）が建設。鉄筋コンクリート造4階建、定員790人の大・小ホールを有し、各種イベントに利用された。
1928年（昭和3年）4月29日には、同公会堂で無産党民衆大会が行われ、会場の取材に当たっていた新聞記者が場外警備に当たっていた原庭警察署（現、本所警察署）警察官から暴行を受ける事件が発生。謝罪を求める新聞各社が抗議活動を展開し、国会でも取り上げられた。
1945年（昭和20年）、東京大空襲が始まる。終戦までに本所区の約96%が焼失した。
1955年（昭和30年）8月1日、厩橋にあった花火の作業場で爆発事故が発生。従業員ら18人が死亡、27人が重軽傷。木造2階建ての工場1棟と付近の家屋13棟が全半焼。
鉄道の整備が進むにつれ、墨田区の商業の中心地は南部の錦糸町に移っていった。1960年代には隅田川東岸に首都高速6号向島線が建設されたため、かつての景観は失われた。2012年に本所北端部に当たる押上に東京スカイツリーが建設され、東京を代表する観光名所の一つとして賑わいを見せている。

### 地名の由来
名前の由来は中世の荘園制度による。その名残として明治頃までは一般には「ほんじょう」と呼び習わされていた。「本所」の字面通り「ほんじょ」と定められたのは明治初期のことであるが、一般に浸透したのは昭和になってからのことである。

### 住民
墨田区本所地域内で代を重ねた住人は「本所っ子」と呼ばれ、江戸っ子の代名詞となっている。本所に限らず、東京下町の各所で「（地域名）っ子」の呼び名を好んで使う傾向にある。その理由の一つとして、江戸時代から継続して江戸城下町で代を重ねている住人（＝江戸っ子）が極めて少数となってしまい、「江戸っ子」という単語が徐々に使用されなくなっている実情が挙げられる。

### 地域
本所地域に該当する現町名
| - 吾妻橋 - 石原 - 亀沢 - 菊川 - 錦糸 | - 江東橋 - 太平 - 立川 - 千歳 - 業平 | - 東駒形 - 本所 - 緑 - 向島 - 横網 | - 横川 - 両国 - 押上（1丁目、2丁目1番-30番） |

## 本所（町名）
東京都墨田区の地名。現在の本所は旧本所区に当たる本所地域内である。現行行政地名は本所一丁目から本所四丁目。住居表示実施済み区域。

### 地理
墨田区の南西部に位置し、台東区（蔵前、駒形）との区境に当たる。
河川・橋
- 隅田川
  - 厩橋
- 大横川
  - 横川橋
  - 紅葉橋

### 地価
住宅地の地価は、2025年（令和7年）1月1日の公示地価によれば、本所2-1-9の地点で61万4000円/m2となっている。

### 歴史
江戸時代から、本所総鎮守に当たる牛嶋神社の御旅所として賑わいを見せた町である。現在も町内の若宮公園に隣接して牛嶋神社摂社が所在する。
旧町名の「厩橋」を住居表示実施するにあたり、「厩」が当用漢字外の漢字に当たり、別の名称を検討。「本所○○町」と本所を冠称していた町も相次いで町名変更。そのため歴史ある「本所」の地名を絶やさないために町名として、「本所」が採用され現在に至る。

### 世帯数と人口
2025年（令和7年）3月1日現在（墨田区発表）の世帯数と人口は以下の通りである。
| 丁目       | 世帯数    | 人口    |
| ---------- | --------- | ------- |
| 本所一丁目 | 2,003世帯 | 3,308人 |
| 本所二丁目 | 1,060世帯 | 1,737人 |
| 本所三丁目 | 1,212世帯 | 1,996人 |
| 本所四丁目 | 1,763世帯 | 2,803人 |
| 計         | 6,038世帯 | 9,844人 |

#### 人口の変遷
国勢調査による人口の推移。
| 年                 | 人口  |
| ------------------ | ----- |
| 1995年（平成7年）  | 6,250 |
| 2000年（平成12年） | 6,594 |
| 2005年（平成17年） | 7,194 |
| 2010年（平成22年） | 7,592 |
| 2015年（平成27年） | 8,358 |
| 2020年（令和2年）  | 8,932 |

#### 世帯数の変遷
国勢調査による世帯数の推移。
| 年                 | 世帯数 |
| ------------------ | ------ |
| 1995年（平成7年）  | 2,423  |
| 2000年（平成12年） | 2,803  |
| 2005年（平成17年） | 3,332  |
| 2010年（平成22年） | 3,695  |
| 2015年（平成27年） | 4,220  |
| 2020年（令和2年）  | 4,935  |

### 学区
区立小・中学校に通う場合、学区は以下の通りとなる（2022年9月時点）。
| 丁目       | 番地 | 小学校             | 中学校             |
| ---------- | ---- | ------------------ | ------------------ |
| 本所一丁目 | 全域 | 墨田区立外手小学校 | 墨田区立本所中学校 |
| 本所二丁目 | 全域 | 墨田区立外手小学校 | 墨田区立本所中学校 |
| 本所三丁目 | 全域 | 墨田区立外手小学校 | 墨田区立本所中学校 |
| 本所四丁目 | 全域 | 墨田区立横川小学校 | 墨田区立錦糸中学校 |

### 事業所
2021年（令和3年）現在の経済センサス調査による事業所数と従業員数は以下の通りである。
| 丁目       | 事業所数  | 従業員数 |
| ---------- | --------- | -------- |
| 本所一丁目 | 162事業所 | 2,367人  |
| 本所二丁目 | 84事業所  | 511人    |
| 本所三丁目 | 117事業所 | 864人    |
| 本所四丁目 | 138事業所 | 934人    |
| 計         | 501事業所 | 4,676人  |

#### 事業者数の変遷
経済センサスによる事業所数の推移。
| 年                 | 事業者数 |
| ------------------ | -------- |
| 2016年（平成28年） | 583      |
| 2021年（令和3年）  | 501      |

#### 従業員数の変遷
経済センサスによる従業員数の推移。
| 年                 | 従業員数 |
| ------------------ | -------- |
| 2016年（平成28年） | 5,103    |
| 2021年（令和3年）  | 4,676    |

### 地域
公園
- 大横川親水公園

機関
- 墨田区立外手小学校

企業
- アサヒグループ本社

### 観光
名所
- 牛嶋神社 若宮摂社

史跡
- 御厩の渡し跡
- 華厳寺
- 源光寺
- 能勢妙見山別院

### 交通
鉄道
町内を都営地下鉄大江戸線が通過するが駅はない。最寄り駅は本所吾妻橋駅、両国駅、蔵前駅等がある。
道路
- 東京都道319号環状三号線（三ツ目通り）
- 東京都道453号本郷亀戸線（春日通り） - 本所一丁目交差点以東の春日通りは都道に指定されていない（墨田区特別区道 墨105号）。
- 東京都道463号上野月島線（清澄通り）

首都高速道路
- 首都高速6号向島線

### その他

#### 日本郵便
- 郵便番号 : 130-0004[11]（集配局 : 本所郵便局[23]）。

#### 警察・消防
- 本所警察署 - 同町周辺の管轄に当たる。（所在地：横川）
- 本所消防署 - 同町周辺の管轄に当たる。（所在地：横川）

#### 発祥
- 精工舎
- もんじゃ焼き
- 本所七不思議

#### 縁のお菓子
- 今川焼き